# Regne del Congo
El regne del Congo (kongo: Kongo dya Ntotila o Wene wa Kongo; portuguès: Reino do Congo) va ser un regne bantu situat a l'oest de l'Àfrica central en el que actualment és el nord d'Angola, Cabinda, la República del Congo, la part occidental de la regió República Democràtica del Congo, i la part més meridional del Gabon. En la seva major extensió va arribar des de l'oceà Atlàntic a l'oest fins al riu Kwango a l'est i del riu Congo al nord al riu Kwanza al sud. El regne va consistir en diverses províncies centrals governades pel manikongo, la versió portuguesa del títol kongo Mwene Kongo, que significa "senyor o governant del regne Kongo", però la seva esfera d'influència es va estendre als regnes veïns, tals com Ngoyo, Kakongo, Ndongo i Matamba.
Des de c. 1390 a 1891 era majoritàriament un estat independent. De 1891 a 1914 va ser un estat vassall del Regne de Portugal. En 1914, la monarquia titular es va veure abolida per la força, després de la victòria portuguesa contra una revolta congo. Els territoris restants del regne van ser assimilats a la colònia d'Angola. La secta actual Bundu dia Kongo afavoreix la reactivació del regne a través de secessió d'Angola, la República del Congo, la República Democràtica del Congo i Gabon.

## Història

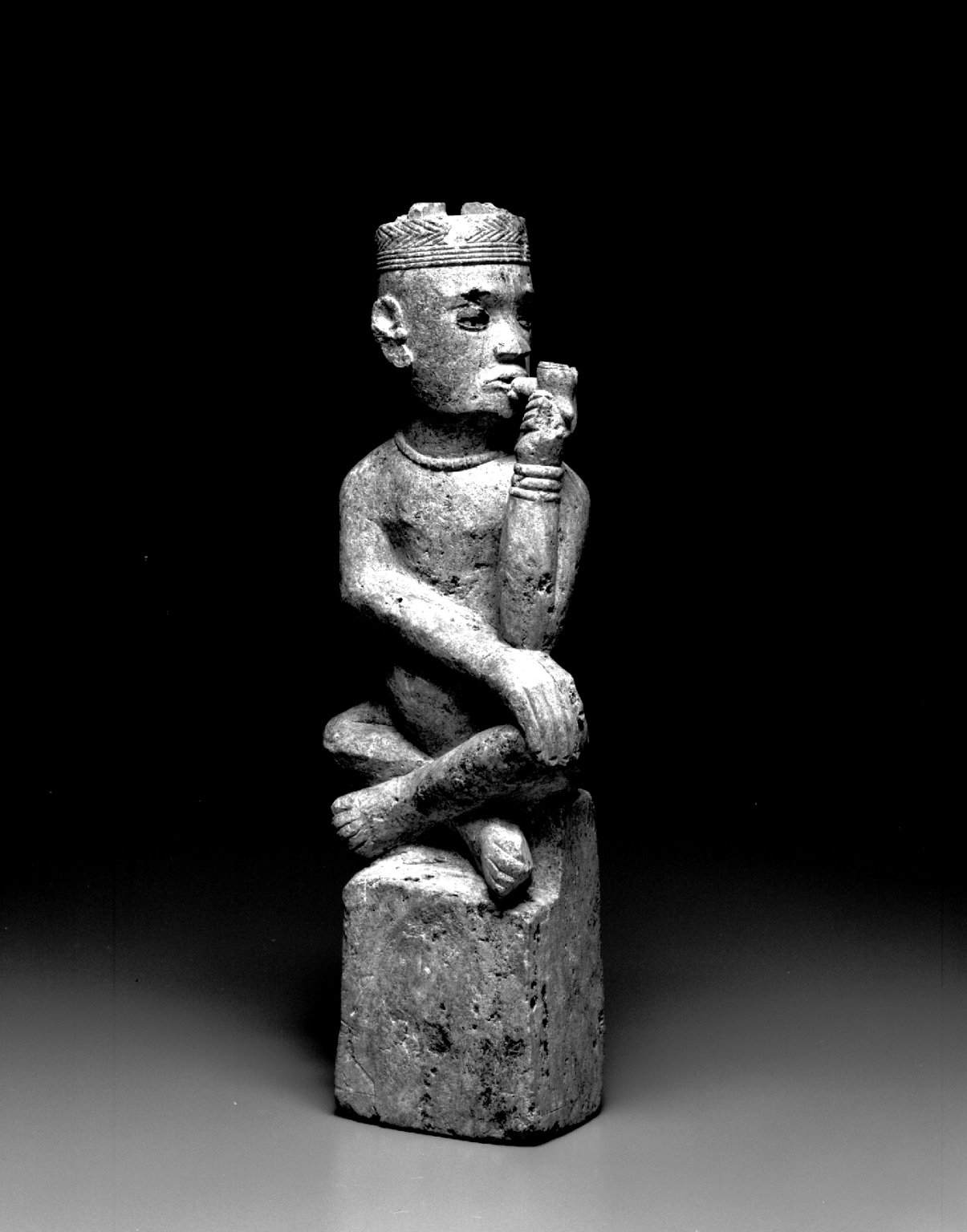
Kongo (subgrup Boma). Gravador de tomba (Tumba), s. XIX. Els kongo posen figures de pedra a les tombes de persones poderoses, anomenades "tumba". Aquest cabdill es mostra fumant una pipa amb el cap evitat com si estigués en un estat de contemplació. El capell (mpu) amb quatre dents de lleopard, el collaret i el braçalet (nlunga) identifiquen l'individu com a cap. El terme tumba prové de l'antiga paraula portuguesa pwe "tomba", aquest gènere pot haver estat inspirat en monuments greus per als comerciants i missioners europeus als cementiris del Congo. Museu de Brooklyn

Les tradicions verbals sobre la història antiga del país van ser escrites per primera vegada a finals del segle xvi, i les més completes es van registrar a mitjans del segle xvii, incloses les escrites pel missioner caputxí Giovanni Cavazzi da Montecuccolo. Les investigacions més detallades sobre les tradicions orals modernes, inicialment dutes a terme a principis del segle XX per missioners redemptoristes com Jean Cuvelier i Joseph de Munck, no semblen estar relacionades amb el primer període.
Segons la tradició kongo, l'origen del regne es troba en el país molt gran i no gaire ric de Mpemba Kasi situat al sud de Matadi a la República Democràtica del Congo. Una dinastia dels governants d'aquest petit estat va establir el seu domini al llarg de la vall del riu Kwilu, i els seus membres estan enterrats a Nsi Kwilu, la seva capital. Tradicions del segle xvii al·ludeixen a aquest enterrament sagrat. Segons el missioner Girolamo da Montesarchio, un caputxí italià que va visitar l'àrea de 1650 a 1652, el lloc era tan sagrat que mirar-lo era mortal. Individus del segle xv de Mpemba Kasi van anomenar el seu país "Mare del Rei de Kongo" pel que fa a l'antiguitat del territori. En algun punt al voltant de 1375, Nimi a Nzima, governant de Mpemba Kasi, va fer una aliança amb Nsaku Lau, el sobirà del veí regne Mbata. Aquesta aliança garantia que cadascun dels dos aliats ajudaria a assegurar la successió del llinatge dels seus aliats en el territori de l'altre.

### Fundació del Regne
El primer rei del regne del Congo Dya Ntotila va ser Lukeni lua Nimi (cap a 1380-1420). El nom de Nimi a Lukeni apareixia en tradicions orals posteriors i alguns historiadors moderns, com Jean Cuvelier, el van popularitzar. Lukeni lua Nimi o Nimi a Lukeni, es va convertir en el fundador del Congo quan va conquistar el regne de Mwene Kabunga (o Mwene Mpangala), que estava en una muntanya cap al sud. Va transferir el seu domini a aquesta muntanya, Mongo dia Kongo o "muntanya de Kongo", i va fer-hi la ciutat de Mbanza Kongo, la seva capital. Dos segles més tard, els descendents de Mwene Kabunga encara desafiaven simbòlicament la conquesta en una celebració anual. Els governants que van seguir a Lukeni van reclamar alguna forma de relació amb el seu "kanda" o "llinatge" i van ser coneguts com els Kilukeni. La kanda Kilukeni o "casa" tal com es va registrar en documents portuguesos, va governar el Congo sense oposició fins a 1567.
Després de la mort de Nimi a Lukeni, el seu germà, Mbokani Mavinga, es va fer càrrec del tron i va governar fins a aproximadament 1467. Va tenir dues dones i nou fills. El seu govern va veure una expansió del regne del Congo fins l'estat veí de Loango i altres àrees actualment englobades per l'actual República del Congo.
Els Mwene Kongos sovint va donar governs als membres de la seva família o dels seus clients. A mesura que aquesta centralització augmentava, les províncies aliades van perdre influència gradual fins que els seus poders només eren simbòlics, manifestats a Mbata, un cop regne, però que el 1620 només es coneixia amb el títol "Avi del Rei de Kongo" (Nkaka'ndi un Mwene Kongo).
L'alta concentració de població al voltant de Mbanza Kongo i els seus afores va tenir un paper crític en la centralització del Congo. La capital era una zona densament poblada en una regió poc poblada, on les densitats de població rural probablement no superaven les 5 persones per quilòmetre quadrat. Els primers viatgers portuguesos van descriure Mbanza Kongo com una gran ciutat, de la mida de la ciutat portuguesa d'Évora, tal com era el 1491. A finals del segle xvi, la població del Congo probablement era prop de mig milió de persones en un nucli regió d'uns 130.000 quilòmetres quadrats. A principis del segle xvii, la ciutat i el seu interior tenien una població d'uns 100.000 habitants, un de cada cinc habitants del Regne (segons estadístiques baptismals compilades per sacerdots jesuïtes). Aquesta concentració permetia que els recursos, els soldats i els excedents d'aliments estiguessin a la seva disposició a petició del rei. Això va fer del rei aclaparadorament poderosos i va fer que el regne es tornés altament centralitzat.
En el moment del primer contacte registrat amb els europeus, el Regne del Congo era un estat molt desenvolupat al centre d'una extensa xarxa comercial. A part dels recursos naturals i l'ivori, el país fabricava i comercialitzava objectes de coure, mercaderies metàl·liques ferroses, roba de ràfia, i ceràmica. La gent del Congo parlaven en llengua Kikongo. Les regions orientals, especialment aquella part coneguda com els set regnes de Kongo dia Nlaza (o en Kikongo Mumbwadi o "els set"), eren particularment famoses per la producció de tela.

#### Els portuguesos i el cristianisme

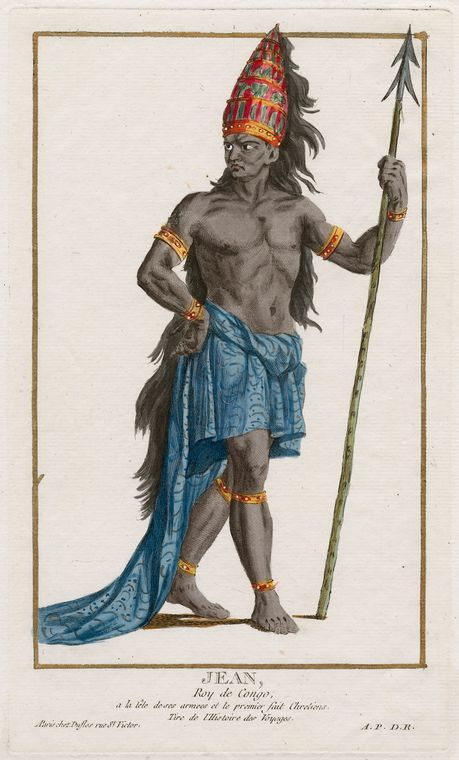
João I Nzinga a Nkuwu

En 1483 l'explorador portuguès Diogo Cão va navegar pel no topografiat riu Congo, va trobar viles Congo i esdevingué el primer europeu que va trobar el regne del Congo. Durant la seva visita, Cão va deixar els seus homes al Congo mentre duia nobles Congo a Portugal. Va tornar amb els nobles Congo en 1485. En aquest punt, el rei governant, Nzinga a Nkuwu, es va convertir al cristianisme. Cão va tornar al regne amb soldats i sacerdots catòlics romans el 1491, batejant Nzinga a Nkuwu així com els seus principals nobles, començant pel governador de Soyo, la província costanera. Al mateix temps, un ciutadà literat del Congo que tornava de Portugal hi va obrir la primera escola. Nzinga a Nkuwu va prendre el nom cristià de João I en honor del rei de Portugal d'aleshores, João II.
João I va governar fins a la seva mort al voltant de 1506 i va ser succeït pel seu fill Afonso Mvemba a Nzinga. Es va enfrontar a un greu repte d'un mig germà, Mpanzu a Kitima. El rei va vèncer al seu germà en una batalla lliurada a Mbanza Kongo. Segons el propi Afonso, enviat a Portugal el 1506, va poder guanyar la batalla gràcies a la intervenció d'una visió celestial de Sant Jaume i la Mare de Déu. Inspirat per aquests esdeveniments, va dissenyar un escut d'armes per al Congo que va ser utilitzat pels següents reis en documents oficials, parafernàlia reial i similars fins a 1860. Mentre que el rei João I va tornar més tard a les seves creences tradicionals, Afonso I va establir el cristianisme com la religió d'estat del seu regne.

Bandera del rei Afonso I

El rei Afonso I va treballar per crear una versió viable de l'Església Catòlica Romana al Congo, proporcionant-hi els seus ingressos d'actius reials i tributació que proporcionaven salaris als seus treballadors. Juntament amb els assessors de Portugal com Rui d'Aguiar, el capellà real portuguès enviar per contribuir al desenvolupament religiós del Congo, Afonso va crear una versió sincrètica del cristianisme que continuaria sent una part de la seva cultura durant la resta de l'existència independent del regne. El mateix rei Afonso va estudiar amb força aquesta tasca. Rui d'Aguiar va dir una vegada que Afonso ja sabia més dels principis de l'església que no pas ell.
L'església del Congo sempre va quedar curta de clergat ordenat i es va conformar amb l'ocupació d'un laic fort. Els mestres de l'escola congolesos o "Mestres" van ser l'ancoratge d'aquest sistema. Reclutats entre la noblesa i formats a les escoles del regne, van proporcionar instruccions i serveis religiosos a altres persones que es basaven en la creixent població cristiana del Congo. Al mateix temps, permetien el creixement de formes de cristianisme sincrètiques que incorporaven idees religioses més antigues amb les cristianes. Exemples d'això són la introducció de paraules kikongo per traduir conceptes cristians. Les paraules kikongo "ukisi" (una paraula abstracta que significa encant, però usada per "sant") i "nkanda" (que vol dir llibre) es van fusionar perquè la Bíblia cristiana es conegués com el "nkanda ukisi". L'església va ser coneguda com a nzo a ukisi. Mentre que alguns clergues europeus sovint denunciaven aquestes tradicions mixtes, no eren capaços de desarrelar-les.

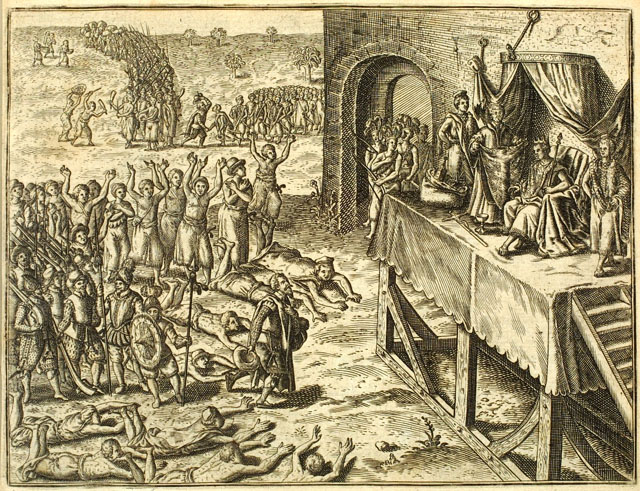
Una imatge que representa la trobada portuguesa amb la família reial congo

Part de l'establiment d'aquesta església va ser la creació d'un gran sacerdoci i, per això, el fill d'Afonso, Henrique va ser enviat a Europa per ser educat. Henrique va ser ordenat sacerdot i el 1518 va ser nomenat bisbe d'Utica (una diòcesi nord-africana recentment recuperada dels musulmans). Va tornar al Congo a principis de la dècada de 1520 per impulsar la nova església del Congo. Va morir el 1531 quan anava a Europa pel Concili de Trent.
Avui, el catolicisme romà és la religió més gran a Angola, la secció de parla portuguesa de l'antic regne del Congo.

#### Esclavitud i rivalitats reials
En les següents dècades, el Regne del Congo es va convertir en una important font d'esclaus per als comerciants portuguesos i altres potències europees. El planisferi de Cantino de 1502 menciona el Congo com a font d'esclaus per a l'illa de São Tomé. L'esclavitud havia existit al Congo molt abans de l'arribada dels portuguesos, i les primeres cartes d'Afonso mostren l'evidència dels mercats esclavistes. També mostren la compra i venda d'esclaus al país i els seus comptes sobre la captura d'esclaus en guerra que van ser lliurats i venuts als comerciants portuguesos. És probable que la majoria dels esclaus exportats als portuguesos foren captius de guerra de les campanyes d'expansió del Congo. A més, les guerres d'esclaus van ajudar a Afonso a consolidar el seu poder a les regions frontereres del sud i l'est.
Malgrat el seu llarg establiment dins del seu regne, Afonso creia que el comerç d'esclaus havia d'estar subjecte a la llei del Congo. Quan va sospitar que els portuguesos rebien persones esclavitzades il·legalment, va escriure al rei João III de Portugal el 1526 i va implorar que posés fi a la pràctica. En definitiva, Afonso va decidir establir un comitè especial per determinar la legalitat de l'esclavitud dels qui eren venuts.
Una característica comuna de la vida política al regne del Congo va ser una forta competència per la successió del tron. El propi ascens d'Afonso al tron va ser intens, tot i que se'n sap poc. No obstant això, se sap molt sobre com aquestes lluites van tenir lloc a partir del concurs que va seguir la mort d'Afonso a finals de 1542 o principis de 1543. Això es deu en gran manera a una enquesta detallada realitzada per funcionaris reials el 1550, que sobreviu als arxius portuguesos. En aquesta investigació es pot veure que les faccions es van formar darrere d'homes prominents, com el fill d'Afonso I, Pedro Nkanga a Mvemba i Diogo Diogo I Nkumbi a Mpudi, el seu net que en última instància, va derrocar Pedro en 1545. Si bé les faccions es van posar en la llengua de parentiu (utilitzant el terme portuguès "geração" o llinatge, probablement "kanda" en Kikongo) no es van formar estrictament al llarg de les línies hereditàries, ja que els parents propers eren sovint en faccions separades. Els participants eren nobles que tenien títols nominatius de governants provincials, membres del consell reial i també funcionaris en la ja desenvolupada jerarquia de l'Església.
El rei Diogo I va substituir o superar hàbilment els seus competidors després de ser coronat el 1545. Va afrontar una gran conspiració liderada per Pedro I, que s'havia refugiat en una església, i com que Diogo va respectar la regla d'asil de l'Església va continuar amagat. Tanmateix, Diogo va fer una investigació sobre la trama, el text de la qual va ser enviat a Portugal el 1552 i ens dona una idea excel·lent de la manera en què els traïdors esperaven enderrocar el rei alentant als seus seguidors per abandonar-lo.
També van sorgir problemes entre Diogo i els colons portuguesos de Sao Tomé coneguts com a Tomistas. Segons un tractat entre Congo i Portugal, els primers només havien de comerciar en l'àmbit d'aquests esclaus. Això significava que els portuguesos estaven restringits als esclaus oferts pel rei Diogo o els que autoritzava a vendre esclaus. Cada any, els tomistes vindrien amb 12 a 15 vaixells per transportar entre 400 i 700 esclaus (5.000-10.000 esclaus a l'any). Això no va ser suficient per aprofitar l'oferta cada vegada més gran d'esclaus del Congo gràcies a les guerres a la seva frontera oriental. Els capitans tractaran de sobrecarregar les seves càrregues, provocant revoltes. Tanmateix, el factor que va trencar l'acord va ser l'hàbit tomista de desembarcar a la Pool Malebo per comprar esclaus de comerciants bateke que cada vegada adquirien més mercaderies europees a canvi les closques de nzimbu que els manikongo els oferien. Enrabiat per aquesta violació del contracte, el rei Diogo va trencar les relacions el 1555 i va expulsar uns 70 portuguesos que vivien en el seu regne (molts dels quals havien viscut durant molt de temps amb esposes africanes i nens de raça mixta).
L'intent del rei de pacificar el inquiet regne de Ndongo en 1556 va provocar un retrocés que va provocar la independència d'aquest. Malgrat aquest contratemps, gaudia d'un llarg regnat que va acabar amb la seva mort en 1561.
El successor del rei Diogo, el nom del qual es perd per la història, va ser assassinat pels portuguesos i va ser reemplaçat per un fill bord, més partidari dels interessos tomistes, Afonso II. La gent comuna congo es va enfurismar amb la seva coronació i va respondre amb motins al llarg del regne. Molts portuguesos van ser assassinats, el port reial de Mpinda va ser tancat als portuguesos, i va acabar amb eficàcia el comerç d'esclaus entre Congo i Portugal. Després d'un any en aquest caos, el rei Afonso II va ser assassinat mentre assistia a la missa, pel seu germà, el proper manikongo, Bernardo I. El rei Bernardo va permetre que continués el boicot al comerç portuguès, mentre que restablia tranquil·lament les relacions amb Lisboa. El rei Bernardo I va ser assassinat en la guerra contra els yaka, el 1567. El següent manikongo, Henrique I, es va embolicar en una guerra a la part oriental del país, on va morir, deixant el govern en mans del seu fillastre Álvaro Nimi a Lukeni lua Mvemba. Va ser coronat com Álvaro I, "per consentiment comú", segons alguns testimonis.

### Congo sota la casa de Kwilu
Álvaro va pujar al tron durant un altre concurs pel tron el 1568. Originari de la vall del riu Kwilu i sense parentiu de sang amb els reis anteriors, el seu regnat va marcar el començament de la Casa de Kwilu. Certament, hi havia faccions que s'hi oposaven, tot i que no es coneix específicament quines eren. Álvaro va haver de lluitar immediatament contra invasors de l'est (que algunes autoritats creien que eren realment rebels al país, ja siguin camperols o nobles descontents de faccions rivals) anomenats jagas. Per a això, va decidir reclutar l'ajuda dels portuguesos a São Tomé, qui van enviar una expedició d'ajuda comandada per Francisco de Gouveia Sottomaior. Com a part del mateix procés, Álvaro va acceptar permetre als portuguesos establir una colònia a la seva província de Luanda al sud del seu regne. A més de permetre als portuguesos establir-se a Luanda, Congo va proporcionar als portuguesos suport en la seva guerra contra el regne de Ndongo en 1579. El regne de Ndongo es trobava a l'interior de l'est de Luanda i encara que es reivindica en els títols reals de Congo ja en 1535, probablement mai va estar sota una ferma administració del Congo.
Álvaro també va treballar força per occidentalitzar el Congo, introduint gradualment títols d'estil europeu per als seus nobles, de manera que el Mwene Nsundi es va convertir en el duc de Nsundi; Mwene Mbamba es va convertir en el duc de Mbamba. El Mwene Mpemba es va convertir en el marquès de Mpemba, i el Mwene Soyo es va convertir en el comte de Soyo. Ell i el seu fill Álvaro II Nimi a Nkanga (coronat l'any 1587) va atorgar ordres de cavalleria anomenades Orde de Crist. La capital també va ser reanomenada São Salvador durant aquest període. El 1596, els emissaris d'Álvaro a Roma van convèncer el Papa de reconèixer São Salvador com a catedral d'una nova diòcesi que inclouria el Congo i el territori portuguès a Angola. No obstant això, el rei de Portugal es va guanyar el dret de nomenar als bisbes d'aquesta seu, que seria la font de tensió entre els dos països.
Els bisbes portuguesos al regne sovint eren favorables als interessos europeus en un moment en què les relacions entre el Congo i Angola eren tenses. Es van negar a nomenar sacerdots, obligant al Congo a confiar cada vegada més en els laics. Els documents de l'època mostren que els professors laics (anomenats "mestres" en documents en llengua portuguesa) els pagaven salaris i eren nomenats per la corona, i de vegades els reis del Congo van retirar ingressos i serveis als bisbes i als seus seguidors (una tàctica anomenada " excomunió del país "). El control dels ingressos era vital per als reis del Congo, ja que fins i tot els missioners jesuïtes pagaven salaris de l'erari reial.
Al mateix temps que es va desenvolupar aquest problema eclesiàstic, els governadors d'Angola van començar a estendre les seves campanyes a zones que Congo considerava sota la seva sobirania. Això va incloure la regió al voltant de Nambu a Ngongo, que el governador João Furtado va atacar a mitjans de la dècada de 1590. Altres campanyes properes portarien a les denúncies dels governants del Congo contra aquesta violació de la seva sobirania.

#### Faccionalisme
Álvaro I i el seu successor, Álvaro II, també van afrontar problemes amb rivals faccionals de famílies que havien estat desplaçades de la successió. Per augmentar el suport contra alguns enemics, van haver de fer concessions als altres. Una de les concessions més importants va ser permetre a Manuel, el Comte de Soyo, ocupar el càrrec durant molts anys des d'abans de 1591. Durant aquest mateix període, Álvaro II va fer una concessió similar a António da Silva, duc de Mbamba. António da Silva va ser prou fort com per decidir la successió del regne, seleccionant Bernardo II el 1614, però el va deixar de banda a favor d'Álvaro III en 1615. Va ser només amb dificultat que Álvaro III va poder imposar-se com a duc de Mbamba quan António da Silva va morir el 1620 en comptes de que la província caigués en mans del fill del duc. Al mateix temps, però, Álvaro III va crear un altre noble poderós i semi-independent en Manuel Jordão que va ocupar Nsundi per ell.

### Congo sota la casa de Nsundi
Les tensions entre Portugal i el Congo van augmentar encara més, ja que els governadors de l'Angola portuguesa es van tornar més agressius. Luis Mendes de Vasconcelos, qui va arribar com a governador el 1617, va usar grups africans mercenaris anomenats Imbangala per fer una guerra devastadora a Ndongo i després atacar i saquejar algunes províncies meridionals del Congo. Estava especialment interessat en la província de Kasanze, una regió pantanosa que es trobava al nord de Luanda. Molts esclaus que van ser deportats a través de Luanda van fugir a aquesta regió i sovint se'ls va concedir el santuari i, per aquest motiu, Mendes de Vasconcelos va decidir que es necessitava una determinada acció per aturar-ho. El següent governador d'Angola, João Correia de Sousa, va utilitzar els imbangala per llançar una invasió a gran escala del sud del Congo en 1622, després de la mort d'Álvaro III. João Correia de Sousa va afirmar que tenia dret a nomenar al rei del Congo. També estava molest que els electors congolesos escollissin Pedro II, antic duc de Mbamba. Pedro II era originari del ducat de Nsundi, d'aquí el nom de la casa reial que va crear, la Casa de Nsundi. João Correia de Sousa també va afirmar que Pedro II havia acollit esclaus fugitius d'Angola durant el seu govern a Mbamba.

#### Primera guerra Congo-Portuguesa
La Primera Guerra Congo-Portuguesa va començar inicialment a causa d'una campanya portuguesa contra el Regne de Kasanze, que es va dur a terme despietadament. A partir d'aquí, l'exèrcit es va traslladar a Nambu a Ngongo, el governant de la qual, Pedro Afonso, també es va acollir esclaus fugitius. Encara que Pedro Afonso, davant d'un exèrcit aclaparador de més de 20.000 persones, va acordar retornar alguns fugitius, l'exèrcit va atacar el seu país i el va matar.
Després del seu èxit en Nambu a Ngongo, l'exèrcit portuguès va avançar a Mbamba al novembre. Les forces portugueses van aconseguir una victòria a la batalla de Mbumbi. Allà es van enfrontar a una força local reunida ràpidament liderada pel nou duc de Mbamba, i reforçada per forces de Mpemba dirigides pel seu marquès. Tant el duc de Mbamba com el marquès de Mpemba van morir en la batalla. Segons les croniques d'Esikongo, van ser menjats pels imbangala aliats dels portuguesos. No obstant això, Pedro II, el recentment coronat rei del Congo, va portar a l'exèrcit principal, incloses tropes de Soyo, a Mbamba i va derrotar de manera decisiva als portuguesos que els expulsaren del país en la batalla de Mbanda Kasi. el gener de 1623. Els residents portuguesos del Congo, espantats per les conseqüències de la invasió pel seu negoci, van escriure una carta hostil a João Correia de Sousa, denunciant la seva invasió.
Després de la derrota dels portuguesos a Mbandi Kasi, Pedro II va declarar a Angola enemic oficial. El rei llavors va escriure cartes denunciant João Correia de Sousa al rei d'Espanya i al Papa. Mentrestant, es van produir disturbis anti-portuguesos a tot el regne i van amenaçar la seva gran comunitat mercantil. Els portuguesos a tot el país estaven desarmats i fins i tot obligats a renunciar a la roba. Pedro, ansiós per no alienar la comunitat mercantil portuguesa, i conscient que generalment s'havia mantingut lleial durant la guerra, va fer tot el possible per preservar les seves vides i la seva propietat, provocant quea alguns dels seus detractors a l'anomenessin "rei dels portuguesos".
Com a conseqüència de la victòria del Congo, la comunitat mercantil portuguesa de Luanda es va revoltar contra el governador amb l'esperança de mantenir els lligams amb el rei. Recolzats pels jesuïtes, que també hi havien començat la seva missió, obligaren João Correia de Sousa a renunciar i fugir del país. El govern provisional que va seguir la partida va ser dirigit pel bisbe d'Angola. Van ser molt conciliadores amb Congo i van acordar retornar més d'un miler dels esclaus capturats per Correia de Sousa, especialment els petits nobles capturats a la batalla de Mbumbi.
Independentment del nou govern d'Angola, Pedro II no havia oblidat la invasió i planejava eliminar els portuguesos del territori. El rei va enviar una carta als Estats Generals dels Països Baixos proposant un atac militar conjunt sobre Angola amb un exèrcit Congo i una flota holandesa. Pagaria als holandesos amb or, plata i ivori pels seus esforços. Com estava previst, una flota holandesa sota el comandament de l'almirall Piet Heyn va arribar a Luanda per dur a terme el seu atac el 1624. El pla va fracassar, ja que Pedro havia mort i el seu fill Garcia Mvemba a Nkanga va ser escollit rei. El rei García I era més indulgent amb els portuguesos i fou persuadit amb èxit pels seus diversos gestos de conciliació. No estava disposat a pressionar l'atac d'Angola en aquella època, argumentant que com a catòlic, no podia aliar-se amb els no catòlics per atacar la ciutat.

### Faccionalisme i retorn de la casa de Kwilu
El final del primer quart del segle xvii va veure una nova incursió en la lluita política del Congo. Al cor del conflicte hi havia dues cases nobles que lluitaven pel tro. A un costat del conflicte hi havia la Casa de Kwilu, que comptava amb la majoria dels reis anomenats Álvaro. Van ser expulsats de la casa oposada de Nsundi, quan Pedro II va ser posat al tron per poderoses forces locals a São Salvador, probablement com a compromís quan Álvaro III va morir sense un hereu capaç per governar.
Com a poder regnant, la Casa de Nsundi va treballar amb força per col·locar partidaris en posicions prop del rei durant tot l'imperi. Tant Pedro II com García vaig aconseguir que Soyo estigués en mans del comte Paulo, que sostenia i donava suport a la Casa de Nsundi des del 1625 fins al 1641. Mentrestant, Manuel Jordão, partidari de la Casa de Kwilu, va aconseguir forçar García I a fugir i col·locar l'Ambrósio I de la Casa de Kwilu en el tron.
El rei Ambrósio tampoc va poder treure a Paulo de Soyo, tot i que finalment va eliminar Jordão. Després d'un regnat marcat per rumors de mobilitzacions de guerra i d'altres comportaments pertorbadors, un gran disturbi a la capital va provocar la mort del rei per una multitud. Ambrosio va ser reemplaçat per Álvaro IV pel duc de Mbamba, Daniel da Silva. El rei Álvaro IV només tenia onze anys i era manipulat fàcilment. El 1632, Daniel da Silva va marxar cap a la capital per «rescatar el seu nebot dels seus enemics». En aquella època estava sota la protecció del comte de Soyo, Paulo, Alvaro Nimi a Lukeni a Nzenze a Ntumba, i el seu germà Garcia II Nkanga a Lukeni. Després d'una dramàtica batalla a Soyo, el jove rei va ser restaurat amb èxit només per a ser posteriorment enverinat per Álvaro V a Kimpanzu.

### Congo sota la casa de Kinlaza
Després d'emprendre una segona guerra contra els seus cosins, Nimi a Lukeni i Nkanga a Lukeni, Álvaro V va morir i va ser substituït per Álvaro VI en 1636, iniciant el govern de la Casa de Kinlaza al Congo. Després de la seva mort el 1641, el germà d'Álvaro VI es va fer càrrec, i va ser coronat com a García II. L'antiga Casa de Nsundi es va consolidar amb la seva rivals casa de Kwilu com el llinatge Kimpanzu dels morts Álvaro V de Kongo Álvaro V.
García II va prendre el tron en vigílies de diverses crisis. Un dels seus rivals, Daniel da Silva (que probablement va rebre el patrocini de Daniel da Silva, que va ser assassinat per García II al mateix temps que va defensar a Álvaro IV, va aconseguir aconseguir el comtat de Soyo i el va utilitzar com a base contra García II durant tot el seu regnat. Com a resultat, García II va ser impedit de consolidar completament la seva autoritat. Un altre problema que enfrontava el rei García II va ser una rebel·lió a la regió de Dembos, que també va amenaçar la seva autoritat. Finalment, hi va haver l'acord realitzat per Pedro II en 1622, prometent el suport de Kongo als holandesos en una ofensiva per expulsar Portugal de Luanda.

#### Invasió holandesa de Luanda, i la Segona Guerra portuguesa
El 1641, els holandesos van envair Angola i van capturar Luanda, després d'una lluita gairebé sense sang. Van buscar de seguida renovar la seva aliança amb el Congo, que havia tingut un fals començament en 1624, quan García I es va negar a assistir a un atac holandès a Luanda. Mentre les relacions entre São Salvador i Luanda no eren amistoses, les dues polítiques havien gaudit d'una pau fàcil, a causa de les antigues distraccions internes, i la guerra d'aquest darrer contra el Regne de Matamba. El mateix any de la retirada portuguesa de Luanda, el Congo va signar un acord formal amb el nou govern i va acordar proporcionar ajuda militar quan fos necessari. García II va expulsar gairebé tots els comerciants portuguesos i lusoafricans del seu regne. La colònia d'Angola es va declarar enemic una vegada més, i el duc de Mbamba va ser enviat amb un exèrcit per ajudar els holandesos. Els holandesos també van proporcionar al Congo ajuda militar, a canvi de pagament en esclaus.
El 1642, els holandesos van enviar tropes per ajudar a García II a aixecar una revolta pels pobles del districte sud de la regió de Dembos. El govern va abatre ràpidament la rebel·lió de Nsala, reafirmant l'aliança Congo-Holandesa. El rei García II va pagar els holandesos pels seus serveis en esclaus presos de les files dels rebels de Dembos. Aquests esclaus van ser enviats a Pernambuco, Brasil, on els holandesos havien assumit una part de la regió productora de sucre portuguesa. Una força congo-holandesa va atacar bases portugueses al riu Bengo en 1643 en represàlia per l'assetjament portuguès. Els holandesos van capturar les posicions portugueses i van obligar els seus rivals a retirar-se als forts holandesos al riu Kwanza a Muxima i Masangano. Després d'aquesta victòria, els holandesos van tornar a perdre l'interès per conquerir la colònia d'Angola.
Igual que en la seva conquesta de Pernambuco, la Companyia Holandesa de les Índies Occidentals es conformava amb permetre que els portuguesos romanguessin a l'interior. Els holandesos volien estalviar-se les despeses de la guerra, i en canvi confien en el control de l'enviament per obtenir beneficis de la colònia. Així, per a la desgràcia de García, els portuguesos i els holandesos van signar un tractat de pau el 1643, acabant amb el breu, encara que amb èxit la guerra. Amb els portuguesos fora del camí i el final de les activitats armades holandeses, García II finalment va poder centrar la seva atenció en la creixent amenaça que suposava el comte de Soyo.

#### Guerra del Congo amb Soyo
Mentre a García el decebia que la seva aliança amb els holandesos no pogués expulsar els portuguesos, l'alliberava per dirigir la seva atenció cap a la creixent amenaça que suposava el comte de Soyo. Els Comtes de Soyo van ser inicialment ferms partidaris de la Casa de Nsundi i la seva successora, la Casa de Kinlaza. El comte Paulo havia ajudat a l'ascens dels Kinlaza al poder. No obstant això, Paulo va morir al voltant del mateix temps que García es va convertir en rei en 1641. Un rival, Daniel da Silva de la Casa de Kwilu, es va fer amb el comtat com a partidari de la nova facció Kimpanzu. Demandaria que Soyo tenia dret a triar el seu propi governant, tot i que Garcia mai va acceptar aquesta reclamació i va dedicar gran part de la primera part del seu regnat a lluitar contra ell. García no va donar suport la reclamació de Da Silva, ja que el governador de Soyo era una de les posicions més importants del Congo.
El 1645, García II va enviar una força contra Daniel da Silva sota el comandament del seu fill Afonso. La campanya va ser un fracàs, a causa de la incapacitat del Congo de prendre la posició fortificada de Soyo a Mfinda Ngula. Pitjor encara, Afonso va ser capturat en la batalla, obligant a García a participar en negociacions humiliants amb Da Silva per recuperar la llibertat del seu fill. Els missioners caputxins italians que acabaven d'arribar a Soyo, després de la batalla, van assistir a les negociacions. En 1646, García va enviar una segona força militar contra Soyo, però les seves forces van ser novament vençudes. Com que García tenia la intenció de sotmetre a Soyo, no va poder fer un esforç militar complet per ajudar els holandesos en la seva guerra contra Portugal.

#### La tercera guerra portuguesa

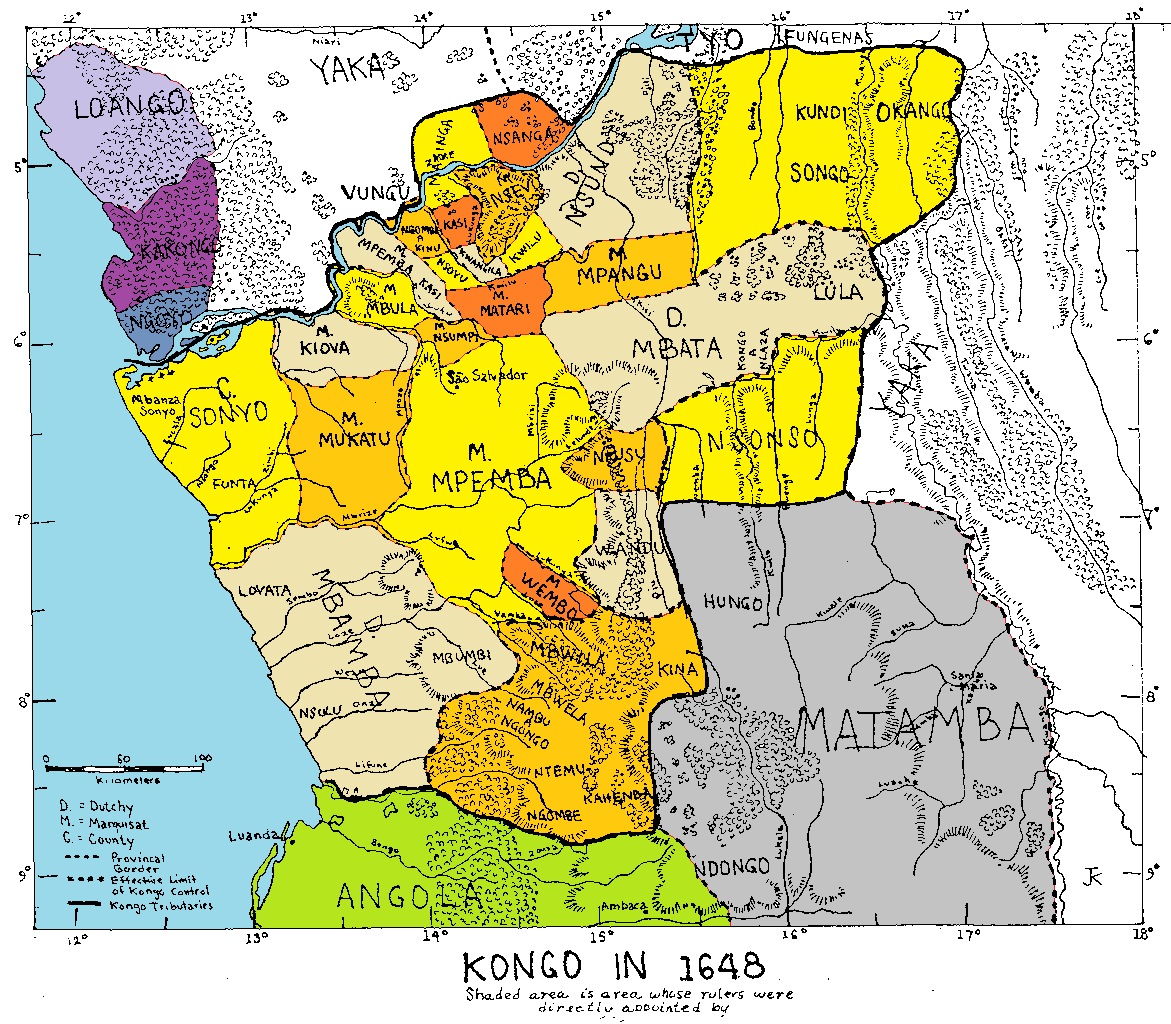
El regne del Congo en 1648

Els holandesos estaven convençuts que podrien evitar desviar les seves forces a altres guerres. La reina Njinga havia estat activa contra els portuguesos, i els holandesos se sentien segurs. Quan els reforços portuguesos van aconseguir derrotar-la en la batalla de Kavanga en 1646, els holandesos es van sentir obligats a ser més agressius. Els holandesos van convèncer el Congo d'unir-se a ells i a la reina Njinga en una altra aventura contra els portuguesos. El 1647, les tropes Congo van participar en la batalla de Kombi, on van derrotar l'exèrcit de camp portuguès, després d'haver-los forçat a lluitar defensivament.
Un any més tard, els reforços portuguesos del Brasil van obligar els holandesos a rendir-se a Luanda i retirar-se d'Angola el 1648. El nou governador portuguès, Salvador de Sá, va buscar termes amb el Congo, reclamant l'illa de Luanda, la font del Congo subministrament de petxines nzimbu. Tot i que ni Congo ni Angola van ratificar el tractat, enviat al rei el 1649, els portuguesos van aconseguir el control de facto de l'illa. La guerra va donar com a resultat que els holandesos van perdre les seves pretensions a l'Àfrica Central, quan Nzinga va tornar a Matamba, els portuguesos van tornar a la seva posició costanera. Congo no va perdre ni guanyar res, a part de la indemnització que va pagar Garcia, que va acabar amb les hostilitats entre els dos poders rivals. El rei García II, després de permetre que els portuguesos controlessin l'illa de Luanda, van canviar la moneda del regne a la ràfia, negant aparentment els guanys portuguesos.

#### La batalla de Mbwila
Portugal va començar a pressionar les reclamacions sobre els vassalls del sud del Congo, especialment el país de Mbwila, després de la restauració portuguesa a Luanda. Mbwila, un vassall nominal del Congo, també havia signat un tractat de vassallatge amb Portugal el 1619. Dividí la seva lleialtat entre la Colònia d'Angola i el Congo en el període d'intervenció. Tot i que els portuguesos sovint atacaven Mbwila, mai els van posar sota la seva autoritat.
El Congo va començar a treballar cap a una aliança espanyola, especialment després de la successió d'António I com a rei en 1661. Encara que no és clar quina activitat diplomàtica els va dedicar Espanya, els portuguesos creien clarament que esperava repetir la invasió holandesa, aquesta vegada amb l'ajuda d'Espanya. António va enviar emissaris a la regió de Dembos i a Matamba i Mbwila, intentant formar una nova aliança antiportuguesa. Els portuguesos eren preocupat, a més, pel suport del Congo als esclaus fugitius, que es van congregar al sud del Congo al llarg dels la dècada de 1650. Al mateix temps, els portuguesos estaven avançant en la seva pròpia agenda per Mbwila, que van declarar com a vassall. En 1665, ambdós bàndols van envair Mbwila, i els seus exèrcits rivals es van reunir a Ulanga, a la vall de Mbanza Mbwila, capital del districte.
A la batalla de Mbwila, el 1665, les forces portugueses d'Angola van obtenir la seva primera victòria contra el regne del Congo des de 1622. Van derrotar les forces d'António I i el van matar juntament amb molts dels seus cortesans i el sacerdot caputxí lusoafricà Manuel Roboredo (també conegut pel seu nom de claustre de Francisco de São Salvador), que havia intentat impedir aquesta guerra final.

### Guerra Civil del Congo
Després de la batalla, no hi va haver una successió clara. El país es va dividir entre els reclamants rivals al tron. Les dues faccions, Kimpanzu i Kinlaza, van endurir i es van dividir el país. Els pretendents ascendirien al tron i després serien expulsats. El període va estar marcat per un augment dels esclaus BaKongo venuts al comerç Atlàntic d'esclaus, el debilitament de la monarquia del Congo i l'enfortiment de Soyo.
Durant aquest caos, Congo era cada cop més manipulat per Soyo. En un acte de desesperació, l'autoritat central del Congo va convocar a Luanda atacar Soyo a canvi de diverses concessions. Els portuguesos van envair el comtat de Soyo en 1670. No van tenir més èxit que García II, i foren derrotats per les forces de Soyo a la batalla de Kitombo el 18 d'octubre de 1670. El regne del Congo havia de romandre completament independent, tot i que encara embolicat en la guerra civil, gràcies a la mateixa força (colons portuguesos) que havia lluitat tant per destruir. Aquesta derrota portuguesa va ser suficientment ressonant per acabar amb totes les ambicions portugueses en l'àmbit d'influència del Congo, fins a finals del segle xix.
Les batalles entre el Kimpanzu i Kinlaza van continuar submergint el regne en un caos desconegut durant segles. Els combats entre els dos llinatges van portar al saqueig de São Salvador el 1678. Irònicament, la capital construïda pel pacte de Mpemba i Mbata va ser cremada, no pels portuguesos o les nacions africanes rivals, sinó pels seus hereus. La ciutat i l'interior de Mbanza Kongo es van despoblar. La població es va dispersar a les fortaleses de muntanya dels reis rivals. Es tractava de la Muntanya de Kibangu a l'est de la capital i de la fortalesa de les Águas Rosadas, una línia fundada en la dècada de 1680 dels descendents de Kinlaza i Kimpanzu, la regió de Mbula o Lemba, on va governar una línia fundada pel pretendent Kinlaza ; i Lovota, un districte al sud de Soyo que va albergar un llinatge de Kimpanzu, el cap del qual era Suzana de Nóbrega. Finalment, Ana Afonso de Leão va fundar el seu propi centre al riu Mbidizi a Nkondo i va guiar els seus joves nobles a recuperar el país, fins i tot quan buscava reconciliar les faccions hostils.
Tanmateix, des de feia temps, desenes de milers de persones fugint del conflicte o capturades en les batalles van ser deportades com a esclaus per comerciants anglesos, francesos, holandesos i portuguesos cada any. Un flux humà conduïa al nord a Loango, on els mercaders, coneguts com a Vili (Mubires en el període) els van portar principalment als comerciants d'Anglaterra i els Països Baixos, i altres van ser portats al sud cap a Luanda, on es van vendre als comerciants portuguesos i destinats a Brasil. A finals del segle xvii, diverses guerres i intervencions dels actuals comtes de Soyo (que es van reconstituir com a grans prínceps) van posar fi a l'edat d'or del Congo.

### Turbulència i renaixement

Congo en 1701

Durant gairebé quaranta anys el regne de Congo es va mantenir en guerra civil. Amb les ruïnes de São Salvador, les cases rivals s'havien retirat a les bases de Mbula (també conegudes com a Lemba) i Kibangu. Enmig d'aquesta crisi, una jove anomenada Donya Beatriz Kimpa Vita va aparèixer afirmant que estava posseïda per l'esperit de Sant Antoni. Va intentar obtenir el reconeixement per reunificar el país. Al principi, en 1704, ho va intentar amb el rei Pedro IV Nusamu a Mvemba que governava a Kibangu, a l'est de la vella capital. Quan la va rebutjar, va anar al seu rival João II Nzuzi a Ntamba, a la seva muntanya fortificada de Lemba (també coneguda com a Mbula), al sud del riu Congo. Després de ser expulsada d'allà, va decidir convocar els seguidors per tornar a ocupar la capital. Van venir milers de persones i la ciutat va ser repoblada. A mesura que es va convertir en més que un actor polític, es va involucrar en la rivalitat entre els reis, i va decidir escollir el comandant de l'exèrcit de Kibangu, Pedro Constantinho da Silva, com a nou rei, per sobre de Pedro IV. Tanmateix va ser capturada poc després pels partidaris de Pedro IV, jutjada, condemnats per bruixeria i heretgia i cremada al juliol de 1706. El moviment va continuar sota el control de São Salvador, fins que l'exèrcit de Pedro IV l'assaltà el 1709.

### Seglexviiiixix

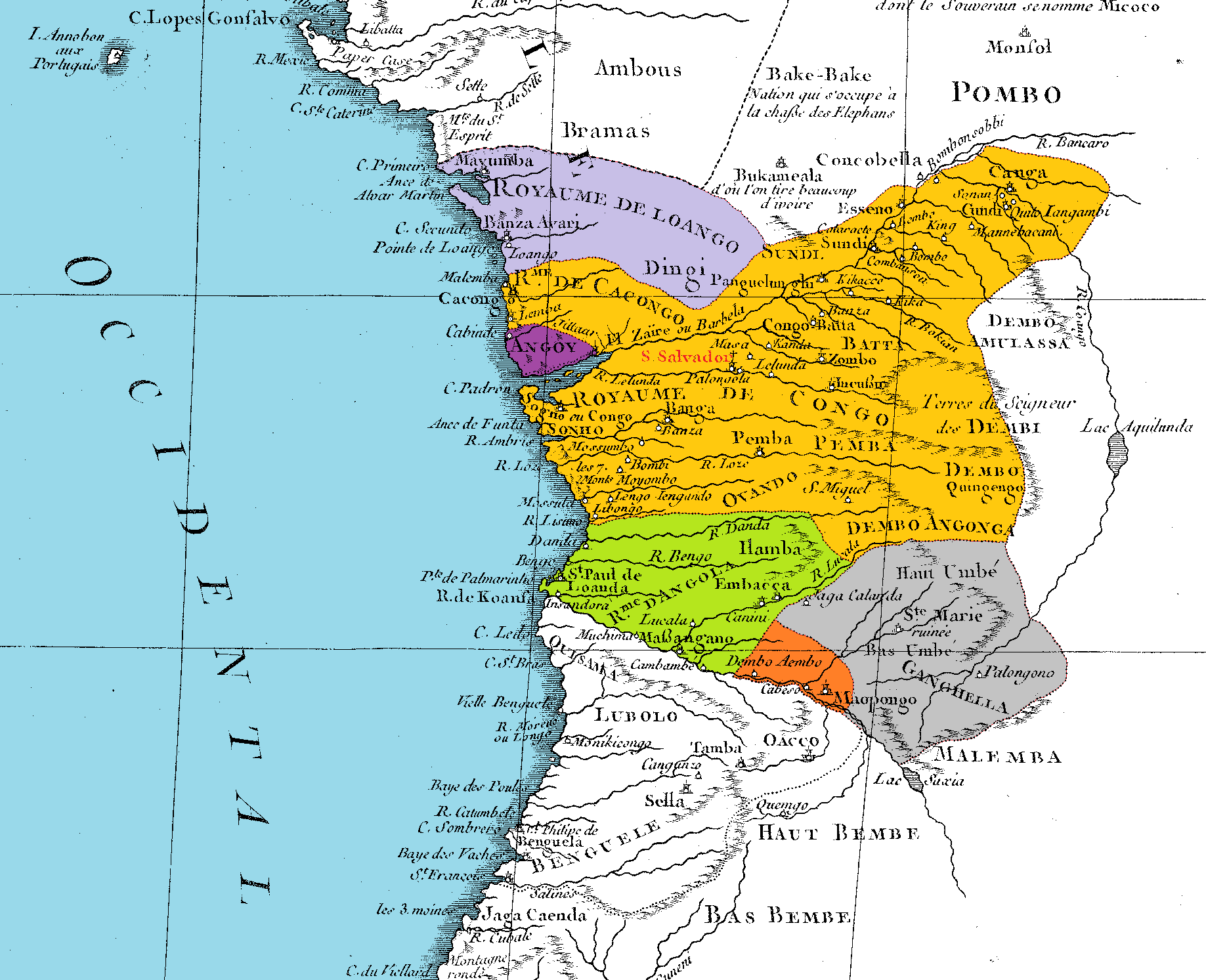
Congo en 1770

Als segles xviii i xix, els artistes Congo van començar a fer crucifixos i altres objectes religiosos que representaven Jesús com a africà. Aquests objectes produïts per molts tallers durant un llarg període (donada la seva varietat) reflecteixen la creença emergent que Congo era una part central del món cristià i fonamental per a la seva història. Una història del segle xviii era que la catedral parcialment arruïnada de São Salvador, originalment construïda per als jesuïtes en 1549 i eventualment elevada a l'estatus de la catedral, era realment construïda durant la nit pels àngels. L'anomenaven afectuosament, Nkulumbimbi. El Papa Joan Pau II eventualment faria missa en aquesta catedral el 1992.
Manuel II del Congo va succeir Pedro IV en 1718. Manuel II va governar sobre un regne restaurat i restringit fins a la seva mort el 1743. No obstant això, l'estatus provincial de Soyo en el regne, nominal durant anys, va limitar el poder de Manuel. Nsundi al nord també s'havia independitzat més o menys, tot i que encara reclamava ser part del regne més gran i definitivament governat per una família Kimpanzu. Fins i tot dins de les parts restants del regne, encara hi havia rivalitats poderoses i violentes. Almenys una guerra important es va produir en la dècada de 1730 a la província de Mbamba. El successor de Pedro IV, García IV Nkanga a Mvandu, va governar de 1743 a 1752. La restauració de Pedro IV va exigir al seu successor la seva pertinença a una branca de la facció Kinlaza resident a Matadi que havia jurat lleialtat a Pedro IV en 1716. Altres branques de Kinlaza s'havia desenvolupat al nord, a Lemba i Matari, i al sud al llarg del riu Mbidizi en terrenys governats per Ana Afonso de Leão, anomenats "Terres de la Reina".
El sistema de successió alterna es va trencar el 1764, quan Álvaro XI, un Kinlaza, va expulsar el rei Kimpanzu Pedro V i es va fer càrrec del tron. Pedro i el seu successor a Luvata van mantenir un tribunal separat a Sembo, i mai van reconèixer la usurpació. Un regent del successor de Pedro va reclamar el tron a principis de la dècada de 1780 i va pressionar les seves reclamacions contra un José I, un Kinlaza de la branca de la família reial de la vall de Mbidizi. José va guanyar l'enfrontament, va lluitar a São Salvador el 1781 una batalla massiva amb 30.000 soldats només per part de José. Per mostrar el seu menyspreu pel seu rival derrotat, José es va negar a permetre als soldats de l'altra facció rebre enterrament cristià. El poder de José era limitat, ja que no tenia influència sobre les terres controlades per la facció Kinlaza de Lemba i Matari, tot i que eren tècnicament de la mateixa família, i no va seguir la seva victòria per estendre la seva autoritat sobre les terres de Kimpanzu al voltant de Luvota. Al mateix temps, les terres de la muntanya Kibangu, la base original de Pedro IV, estaven controlades -com ho havia estat durant tot el segle XVIII- per membres de la família Água Rosada, que es reclamaven descens tant dels Kimpanzu com dels Kinlaza.
José va governar fins a 1785, quan va lliurar el poder al seu germà Afonso V (1785-87). El breu regnat d'Afonso va acabar en la seva mort sobtada, es va rumorejar que va ser emmetzinat. Es va produir una lluita confusa després de la mort d'Afonso. El 1794, el tron va acabar en mans d'Henrique I, un home d'origen faccional incert, que va acordar tres partits per dividir la successió. Garcia V va cancel·lar l'acord, proclamant-se rei en 1805. Va governar fins a 1830. André II, que va seguir a Garcia V, va semblar haver restaurat l'antiga rotació, ja que era de la branca septentrional dels Kinlaza, la capital de la qual havia passat de Matadi a Manga. André va governar fins a 1842, quan Henrique II, de la branca del sud de la mateixa família, el va enderrocar. André, però, no va acceptar el seu destí i es va retirar amb els seus seguidors a Mbanza Mputo, un llogaret més enllà dels límits de São Salvador, on ell i els seus descendents van mantenir les seves pretensions. El rei Henrique II va governar Congo des de 1842 fins a la seva mort el 1857.
El 1839, el govern portuguès, que actuava sobre la pressió britànica, va abolir el comerç d'esclaus al sud de l'equador que tan va danyar l'Àfrica central. El tràfic de persones va continuar fins ben entrat el 1920, primer com a comerç d'esclaus il·legals, després com a treball contractual. El comerç de productes bàsics, al principi centrat en l'ivori i la cera, però que progressivament creix per incloure cacauets i cautxú, va substituir el comerç d'esclaus. Aquest comerç va revolucionar les economies i, finalment, la política de tota l'Àfrica central. En lloc del comerç d'esclaus, majoritàriament sota el control de les autoritats estatals, milers i eventualment centenars de milers de ciutadans van començar a transportar mercaderies de ports continentals a ports costaners. Aquestes persones van aconseguir compartir la riquesa del nou comerç i, per tant, les persones connectades comercialment van construir nous pobles i van desafiar les autoritats.
Durant aquest període, l'estructura social també va canviar. Van sorgir noves organitzacions socials, les makanda. Aquestes "makanda", nominalment clans descendents d'avantpassats comuns, eren tant associacions comercials com unitats familiars. Aquests clans van fundar cadenes de pobles connectats per parentiu fictici al llarg de les rutes comercials, des de Boma o la costa de Soyo fins a São Salvador i després cap a l'interior. Una nova tradició oral sobre el fundador del regne, sovint n'era considerat Afonso I, va descriure el regne com a originari quan el rei va provocar que els clans es dispersessin en totes direccions. Les històries d'aquests clans, que generalment descriuen els viatges del seu fundador i els seus seguidors des d'un punt d'origen fins als seus pobles finals, van reemplaçar en molts àmbits la història del propi regne.
Malgrat les rivalitats violentes i la fractura del regne, va continuar existint de manera independent fins al segle xix. L'ascens dels clans es va fer notar a la dècada de 1850 al final del regnat d'Henrique II. En 1855 o 1856, van sorgir dos reis potencials que qüestionaren la successió després de la seva mort. Álvaro Ndongo va reclamar el tron en nom de la facció Kinlaza de Matari (ignorant l'existència del grup d'André a Mbanza Puto), proclamant-se Álvaro XIII i Pedro Lelo van reclamar el tron en representació de la facció de la vall de Mbidizi de la Kinlaza des d'una base a Bembe. Pedro va guanyar el concurs, gràcies a la sol·licitud d'ajuda portuguesa, i amb la seva ajuda, els seus soldats van derrotar Álvaro. Igual que André II, Álvaro XIII no va acceptar la derrota i va establir la seva pròpia base a Nkunga, no gaire lluny de São Salvador. El suport portuguès que havia posat Pedro V al tron tenia un preu, ja que quan va ser coronat Pedro V (va ser en realitat el segon rei anomenat Pedro V, el primer governà a finals del 1770), el 1857 va jurar també un tractat de vassallatge a Portugal. Portugal va obtenir una autoritat nominal sobre el Congo, i fins i tot va construir un fort a São Salvador per albergar una guarnició.
El 1866 el govern portuguès va retirar la guarnició al·legant costos excessius. Tot i així, Pedro va continuar el seu govern, encara que es va enfrontar a la creixent rivalitat dels magnats comercials de base clànica que van drenar la seva autoritat a gran part del país. El més perillós d'aquests era Garcia Mbwaka Matu de la ciutat de Makuta. Aquesta ciutat havia estat fundada per un home anomenat Kuvo, que probablement obtingués la seva riquesa pel comerç, ja que ell i Garcia van fer un gran control de mercats. Tot i que va ser un gran desafiament a la dècada de 1870, després de la mort de García en 1880, Makuta es va tornar menys problemàtic.
A la Conferència de Berlín de 1884-1885, les potències europees es van dividir entre elles la majoria d'Àfrica Central. Portugal va reclamar la part del lleó del que quedava del Congo independent; no obstant això, Portugal no estava en condicions de fer "una ocupació efectiva". El rei Pedro V (VI) va governar deu anys més utilitzant els portuguesos per reforçar el seu control. El rei Pedro V va reafirmar voluntàriament la posició del Congo com a vassal portuguès el 1888. Després d'una revolta contra els portuguesos el 1914, Portugal va abolir el títol de rei de Congo, del qual el titular en aquest moment era Manuel III, acabant fins i tot el govern simbòlic natiu. Tanmateix, els Reis Titulars van continuar utilitzant el títol fins a 1964, quan va començar una disputa sobre la successió, segons l' Almanach de Bruxelles.

## Estructura militar
L'exèrcit del regne consistia en una massa d'arquers, extreta de la població masculina general, i un cos més petit d'infanteria pesant, que lluitava amb espases i portava escuts per protegir-los. Els documents portuguesos solien referir-se en documents a la infanteria pesant, considerats nobles, com fidalgos. El suport d'un escut també va ser important, ja que els documents portuguesos solen anomenar adargueiros (portadors d'escuts) d'infanteria pesant. Hi ha evidències febles per suggerir assignacions d'ingressos pagades i que els donen suport. Un gran nombre, potser fins a 20.000, es quedava a la capital. Els contingents més petits vivien a les principals províncies sota el comandament de governants provincials.
Després de 1600, les guerra civil es van fer molt més comunes que les guerres interestatals. El govern va instituir una lleva per a tota la població durant temps de guerra, però només va servir un nombre limitat. Molts no portaven armes i portaven equipatge i subministraments. Milers de dones van donar suport als exèrcits en moviment. Els administradors esperaven que els soldats tinguessin dues setmanes d'aliments quan informessin els deures de la campanya. Les dificultats logístiques probablement limitaven tant la grandària dels exèrcits com la seva capacitat d'operar durant períodes prolongats. Algunes fonts portugueses van suggerir que el rei del Congo ocupava uns exèrcits de fins a 70.000 soldats a la batalla de Mbwila en 1665, però és poc probable que es puguin aplegar més de 20-30.000 tropes per a campanyes militars.
Les tropes eren mobilitzades i revisades la diada de Sant Jaume, el 25 de juliol, quan es recollien impostos. Celebraven aquest dia en honor de Sant Jaume i Afonso I, la victòria miraculosa sobre el seu germà el 1509 va ser la festivitat més important al Congo.
Quan els portuguesos van arribar al Congo, es van afegir immediatament com a força de mercenaris, probablement sota el seu propi comandant i utilitzaven armes de propòsit especial, com ballestes i mosquets, per afegir força al normal ordre de batalla del Congo. El seu impacte inicial estava silenciat; Afonso es va queixar en una carta de 1514 que no havia estat molt eficaç en una guerra que va lliurar contra Munza, un rebel de Mbundu, l'any anterior. No obstant això, cap a la dècada de 1580, un cos de mosqueters, que va ser reclutat entre residents locals portuguesos i els seus descendents mestiço-Congo, era una part regular del principal exèrcit del Congo a la capital. Els exèrcits provincials tenien alguns mosqueters; per exemple, van servir contra l'exèrcit invasor portuguès en 1622. Tres-cents seixanta mosqueters van servir a l'exèrcit del Congo contra els portuguesos a la batalla de Mbwila.

## Estructura política
La vila vata, referida com a libata als documents Congo i pels portuguesos al segle xvi, va servir com a unitat social bàsica del Congo després de la família. Nkuluntu, (mocolunto pels portuguesos), eren els caps que dirigien els pobles. Un centenar o dos de ciutadans per poble migraven cada deu anys per adaptar-se a l'esgotament del sòl. La propietat comunal de la terra i les explotacions col·lectives produïen collites dividides per famílies segons el nombre de persones per llar. El nkuluntu rbia una prima especial de la collita abans de la divisió.
Els pobles s'agrupaven en "wene", petits estats, liderats per l'"awene" (plural de "mwene") o "mani" als portuguesos. L'awene vivia a "mbanza", pobles més grans o petites ciutats d'entre 1.000 i 5.000 ciutadans. L'alta noblesa sol escollir aquests líders. El rei també nomenava funcionaris de baix nivell per servir, generalment durant tres anys, ajudant-lo en el mecenatge.
Diverses províncies configuraven les divisions administratives superiors del Congo, amb alguns dels estats més grans i complexos, com Mbamba, dividit en diferents subprovíncies, que l'administració va subdividir encara més. El rei nomenava el Mwene Mbamba, el duc de Mbamba després de la dècada de 1590. El rei tècnicament tenia el poder d'acomiadar el Mwene Mbamba, però la complexa situació política limitava l'exercici del seu poder pel rei. Quan l'administració va adoptar títols d'estil europeu, els grans districtes com Mbamba i Nsundi es van convertir en "ducats". L'administració va fer els més petits, com ara Mpemba, Mpangu o una sèrie de territoris al nord de la capital), marquesats. Soyo, una província complexa a la costa, es va convertir en un "comtat", igual que Nkusu, un estat més petit i menys complex a l'est de la capital.
Les famílies hereditàries controlaven algunes províncies, especialment el Ducat de Mbata i el Comtat de Nkusu, a través de les seves posicions com a oficials designats pel rei. En el cas de Mbata, l'origen del regne com a aliança va produir aquest poder, exercit pel Nsaku Lau. Al segle xvii, la maniobra política també va crear algunes províncies, especialment Soyo, però ocasionalment Mbamba, dirigit per la mateixa persona molt de temps. Els governs provincials encara pagaven ingressos a la corona i els seus governants van retre comptes a la capital.
El regne del Congo estava format per un gran nombre de províncies. Diverses fonts enumeren de sis a quinze com a principals. La descripció de Duarte Lopes, basada en la seva experiència a finals del segle xvi, va identificar sis províncies com les més importants. Aquestes eren Nsundi al nord-est, Mpangu al centre, Mbata al sud-est, Soyo al sud-oest i les dues províncies meridionals de Mbamba i Mpemba.
El rei del Congo també va tenir diversos regnes en almenys vassallatge nominal. Aquests eren els regnes de Kakongo, Ngoyo i Vungu al nord de Kongo. Els títols reials, primerament elaborats per Afonso en 1512, van anomenar el sobirà com Rei del Congo i Senyor del Mbundus i els títols posteriors van enumerar altres comtats sobre els quals també va governar com a "rei". Els regnes Mbundu incloïen Ndongo (de vegades erròniament esmentat com "Angola"), Kisama i Matamba. Tots aquests regnes eren al sud del Congo i molt més lluny de la influència cultural del rei que els regnes del nord. Més endavant, els regnes orientals com Kongo dia Nlaza van ser nomenats també en els títols del governant.
Els alts funcionaris van escollir el Mwene Kongo o el rei que servia vitalíciament després de la seva elecció. Els electors variaven amb el temps, i probablement no hi havia una llista completament fixa; més aviat, els alts funcionaris que van exercir el poder ho van fer. Sovint, Mbata era considerat elector a causa de la posició constitucional original que tenia la província. El governant de Vunda, les terres de la qual es trobaven a prop de Mbanza Kongo, també era sovint nomenat elector i certament va tenir un paper en les cerimònies de coronació. El governant de Soyo també va votar en les eleccions. Molts reis van intentar escollir el seu successor, no sempre amb èxit. Un dels problemes centrals de la història del Congo va ser la successió del poder, i com a conseqüència el país es va veure molestat per moltes rebel·lions i revoltes.

## Estructura econòmica
La moneda universal al Congo i gairebé tota l'Àfrica central era una cloïssa coneguda localment com a nzimbu. Cent nzimbu podien comprar una gallina; 300 una aixada de jardí i 2.000 una cabra. Els esclaus, que sempre eren part de l'economia del Congo, van augmentar en el comerç després de contactar amb Portugal, també es podien comprar amb nzimbu. Una esclava femenina es podria comprar (o vendre) per 20.000 nzimbu i esclau mascles per 30.000. Les closques de nzimbu es recollien a l'illa de Luanda i es van mantenir com a monopoli reial. Les petxines més petites es van filtrar de manera que només les petxines grans van entrar al mercat com a moneda. El Congo no comercialitzaria l'or o la plata, però les petxines de nzimbu, sovint posades en tests de grandària especial, podien comprar qualsevol cosa. Els «pots de diners» del Congo tenien increments de 40, 100, 250, 400 i 500. Per a compres especialment grans, hi havia unitats estandarditzades com una funda (1.000 grans petxines), Lufuku (10.000 grans petxines) i un kofo (20.000 grans petxines).
L'administració del Congo va considerar que les seves terres eren "renda", assignacions d'ingressos. El govern del Congo va exigir un impost monetari per a cada vilatà, que també podria haver estat pagat en espècie, sent la base per a les finances del regne. El rei va concedir títols i ingressos, basats en aquest impost. Els titulars informaven anualment a la cort dels seus superiors per a la seva avaluació i renovació.
Els governadors provincials van pagar una part de les declaracions fiscals de les seves províncies al rei. Els visitants holandesos al Congo en la dècada de 1640 van reportar aquest ingrés com a vint milions de petxines nzimbu. A més, la corona cobrava els seus propis impostos i taxes especials, inclosos els peatges del comerç substancial que passava pel regne, especialment el lucratiu comerç de la tela entre la gran regió productora de tela dels "Set Regnes de Kongo dia Nlaza" les regions orientals, anomenades "Momboares " o "Els Set" a Kikongo, i la costa, especialment la colònia portuguesa de Luanda.
Els ingressos de la Corona van recolzar l'església, pagats per assignacions d'ingressos basades en ingressos reals. Per exemple, Pedro II (1622-1624) va detallar les finances de la seva capella reial especificant que els ingressos de diverses possessions i ingressos provincials la recolzarien. Les taxes baptismals i de sepeli també van recolzar les esglésies locals.
Quan el rei Garcia II del Congo va renunciar a l'illa de Luanda i la seva pesca reial als portuguesos el 1651, va canviar la moneda del regne a la roba de ràfia. El drap era de "tovalló" i es deia mpusu. Al segle xvii, 100 mpusu podien comprar un esclau, el que implicava un valor superior al de la moneda nzimbu.